# Sigisberto y Plácido
Sigisberto (fl. siglo VIII) y Plácido (fl. siglo VIII) fueron una pareja de eremitas en Suiza que vivieron en Disentis en la primera mitad del siglo VIII, venerados como santos por la Iglesia católica.

## Biografía
Sigisberto era probablemente de origen franco y provenía de la Abadía de Luxeuil. Después de varias peregrinaciones, llegó a Retia y, siguiendo las enseñanzas de Columbano, fundó un eremitorio en una región conocida como Disertina, sobre cuyos restos el abad Urisicino fundó la abadía benedictina de Disentis en 750.
En su periodo como eremita en Disentis, Sigisberto conoció a un noble local, Plácido, que compartió su proyecto y le cedió parte de sus terrenos. Plácido sería asesinado por orden de Víctor, praeses de Chur, que temía la injerencia franca en sus domnios y la transferencia de tanto terreno a la Iglesia.

## El culto
Los cuerpos de Sigisberto y Plácido fueron exhumados y depositados en la cripta de la iglesia abacial de San Martín de Disentis: estas reliquias atrajeron a numerosos peregrinos a Disentis durante toda la Edad Media, especialmente el día de la fiesta anual de los dos santos (11 de julio). En el Liber notitiae Sanctorum Mediolani de Goffredo da Bussero, del siglo XIII, también se menciona la feria que se celebraba el día de su fiesta.
Amenazados por las incursiones sarracenas, los monjes trasladaron las reliquias de los santos a la ciudad amurallada de Zúrich en 940. El culto a los dos ermitaños recibió un nuevo impulso con el descubrimiento de sus reliquias en la cripta de Disentis en 1498. La mayor parte de los restos de los dos santos fueron quemados durante la invasión francesa de 1799.
Su culto como santos fue confirmado por el Papa Pío X en un decreto del 6 de diciembre de 1905.
Su panegírico puede leerse en el Martirologio Romano del 11 de julio.

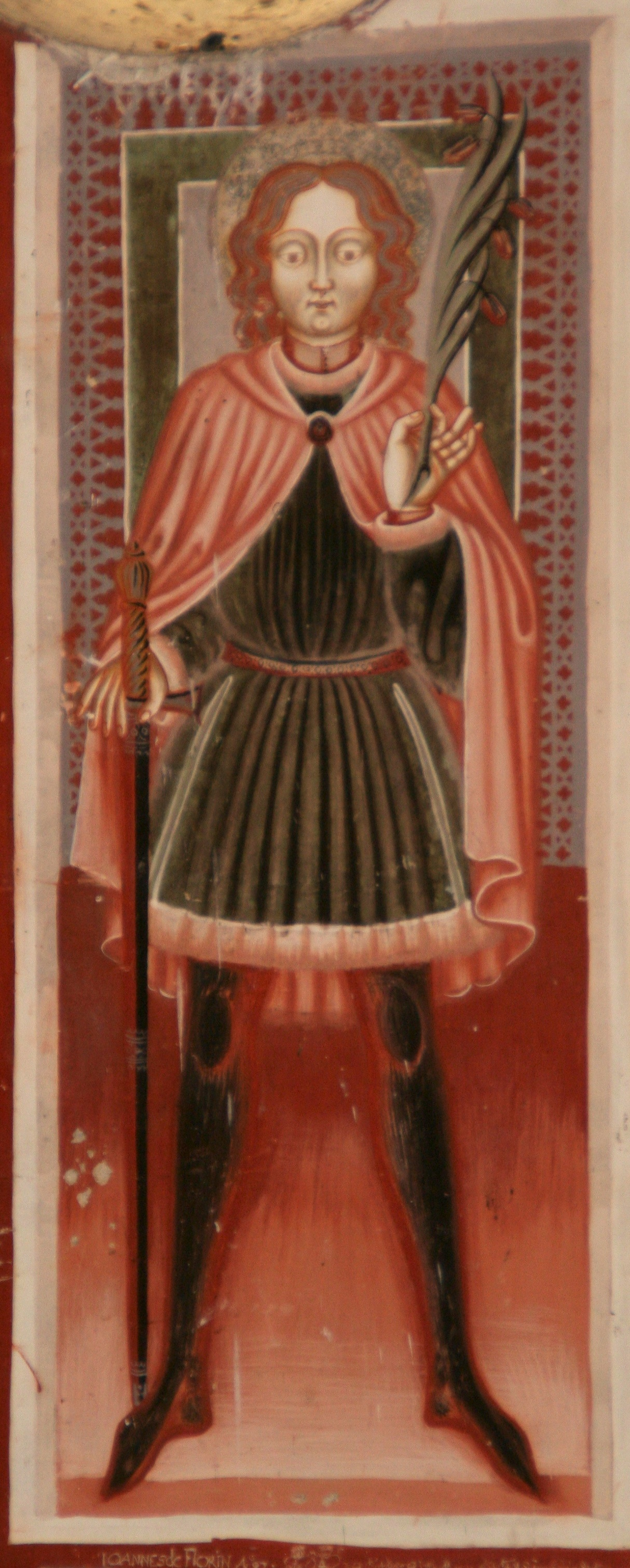
Representación de Plácido en Santa Ágata de Disentis.
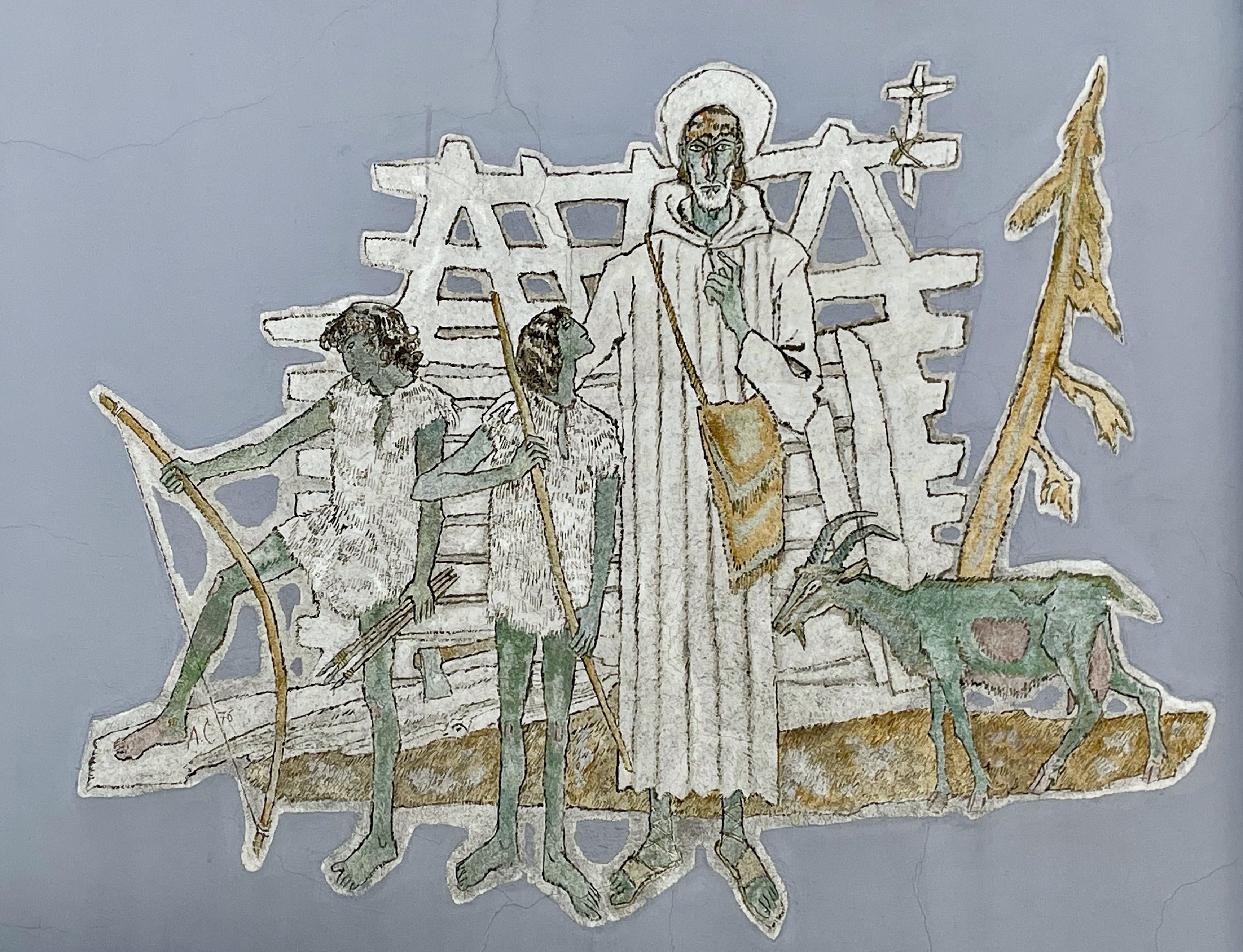
Sigisberto, representación del pintor suizo Alois Carigiet.